# Neckera schnyderi
Neckera schnyderi là một loài rêu trong họ Neckeraceae. Loài này được Müll. Hal. mô tả khoa học đầu tiên năm 1882.